# Tithonia
Tithonia là một chi thực vật có hoa thuộc họ Asteraceae.
Tithonia có trung tâm phân bố ở Mexico, nhưng một loài sống ở Tây Nam Hoa Kỳ và nhiều loài khác nguồn gốc từ Trung Phi. Hai loài, T. diversifolia và T. rotundifolia, được trồng phổ biến và đã trở thành cây dại tại các miền nhiệt đới và cận nhiệt đới khắp thế giới. Chúng có thể là cây thân thảo hoặc cây bụi, sống một năm hay nhiều năm, một loài, T. koelzii, là cây thân gỗ nhỏ.
Các loài
1. Tithonia brachypappa B.L.Rob. - San Luis Potosí
2. Tithonia calva Sch.Bip. - Durango, Sinaloa
3. Tithonia diversifolia (Hemsl.) A.Gray - Mexico, Trung Mỹ; đã du nhập và tự nhiên hóa ở châu Á, Úc, châu Phi, Nam Mỹ, Florida, Texas, nhiều quần đảo xa bờ
4. Tithonia fruticosa Canby & Rose - Chihuahua, Durango, Sonora, Sinaloa
5. Tithonia helianthoides Bernh.
6. Tithonia hondurensis La Duke - Belize, Honduras
7. Tithonia koelzii McVaugh - Jalisco
8. Tithonia longiradiata (Bertol.) S.F.Blake - Mexico, Trung Mỹ
9. Tithonia pedunculata Cronquist - Oaxaca
10. Tithonia pittieri (Greenm.) S.F.Blake - Trung Mỹ
11. Tithonia rotundifolia  (Mill.) S.F.Blake - Mexico, Trung Mỹ; đã du nhập và tự nhiên hóa ở Florida, Louisiana, Nam Mỹ
12. Tithonia tagetiflora Desf. - Veracruz
13. Tithonia thurberi Gray - Chihuahua, Sonora, Arizona (quận Pima)
14. Tithonia tubiformis (Jacq.) Cass. - Mexico, Trung Mỹ; đã tự nhiên hóa ở Argentina

trước đây được xếp vào Tithonia
xem Comaclinium, Enceliopsis, Lasianthaea, Viguiera
- Tithonia angustifolia - Viguiera angustifolia
- Tithonia argophylla - Enceliopsis argophylla
- Tithonia decurrens - Viguiera decurrens
- Tithonia excelsa - Viguiera excelsa
- Tithonia ovata - Lasianthaea helianthoides
- Tithonia pusilla - Viguiera pusilla
- Tithonia splendens - Comaclinium montanum

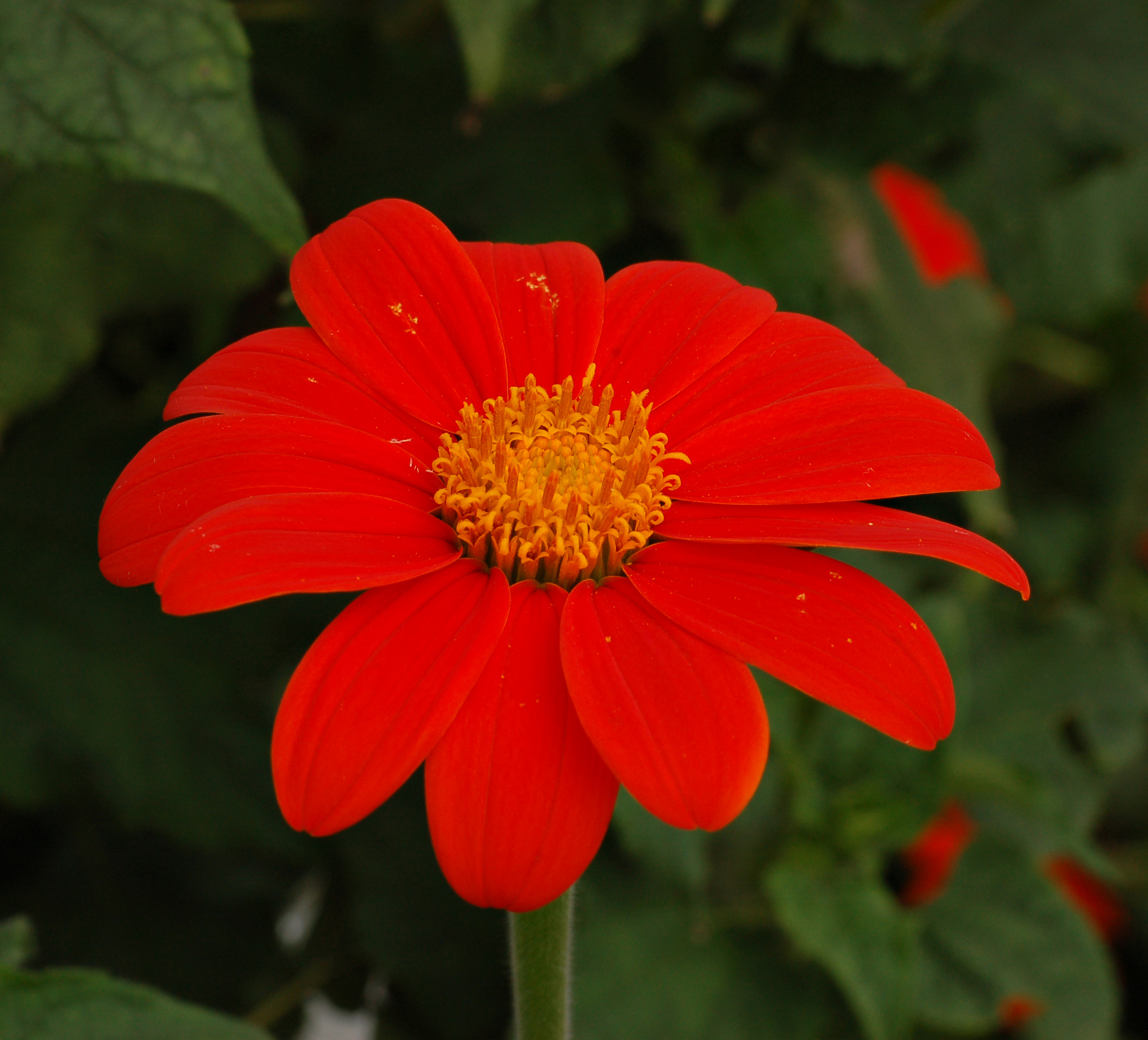
Tithonia rotundifolia